# Накамура Дзюнкуро
Накамура Дзюнкуро (яп. 中村 純九郎 Накамура Дзюнкуро:, 7 августа 1853 — 18 декабря 1947) — японский государственный деятель, губернатор префектур Хоккайдо (1913—1914), Хиросима (1912—1913) и Фукуи (1907—1912), член Палаты пэров Японии (1920—1947).

## Биография
Родился в княжестве Сага как старший сын Накамуры Кисанды, вассала даймё Саги. Участвовал в войне Босин в качестве подчинённого Набэсимы Саманосукэ. В 1874 году участвовал в восстании в Саге под руководством Симы Ёситакэ. В 1876 году окончил юридическую школу Министерства юстиции.
В 1884 году Накамура стал советником в законодательном бюро. После этого служил переводчиком в Министерстве флота, профессором в Военно-морской бухгалтерской школе. Кроме того, занимал должности советника в отделе по гражданским делам генерал-губернаторстве Тайвань, советника в Министерстве по делам колоний, начальника таможни Цзилуна и Даньшуе и начальника почтового отделения Саппоро.
В декабре 1907 года был назначен губернатором префектуры Фукуи. В марте 1912 года стал губернатором префектуры Хиросима. В апреле 1914 года занял должность губернатора префектуры Хоккайдо, где трудился над решением проблемы неурожая.
2 июня 1920 года назначен членом Палаты пэров Японии, и занимал эту должность до упразднения Палаты пэров 2 мая 1947 года.

## Награды
- Орден Восходящего солнца 6 класса (31 марта 1896)
- Орден Священного сокровища 4 класса (25 декабря 1909)